# Rij van Recamán
De Rij van Recamán is een wiskundige rij gedefinieerd door een differentievergelijking.
Omdat de elementen ervan op een eenvoudige manier gerelateerd zijn aan de vorige elementen, worden ze vaak gedefinieerd met behulp van recursie. De reeks is genoemd naar de Colombiaanse wiskundige Bernardo Recamán Santos.

## Definitie
{\displaystyle a_{n}={\begin{cases}0&&{\text{als }}n=0\\a_{n-1}-n&&{\text{als }}a_{n-1}-n>0{\text{ en nog niet in de rij voorkomt}}\\a_{n-1}+n&&{\text{in andere gevallen}}\end{cases}}}
De eerste getallen zijn:
0, 1, 3, 6, 2, 7, 13, 20, 12, 21, 11, 22, 10, 23, 9, 24, 8, 25, 43, 62, 42, 63, 41, 18, 42, 17, 43, 16, 44, 15, 45, 14, 46, 79, 113, 78, 114, 77, 39, 78, 38, 79, 37, 80, 36, 81, 35, 82, 34, 83, 33, 84, 32, 85, 31, 86, 30, 87, 29, 88, 28, 89, 27, 90, 26, 91, 157, 224, 156, 225, 155, ...

## Eigenschappen
De rij voldoet aan 
{\displaystyle a_{n}\geq 0}
{\displaystyle |a_{n}-a_{n-1}|=n}
Het is geen permutatie van de gehele getallen; zo komt 42 voor op zowel plek 24 als 20. Het is niet bekend of elk getal uiteindelijk voorkomt in de rij.